# Kendo Nagasaki
Kendo Nagasaki (Peter Thornley) är en legendarisk professionell fribrottare från Storbritannien, känd för sin mask och sitt mystiska uppträdande.

## Karriär
Kendo gjorde sin debut som fribrottare år 1964, då han besegrade fribrottaren "Jumping" Jim Hussey. Efter detta gjorde han olika matcher runtom Storbritannien.
I en match, juli år 1971 då Kendo brottades Billy Howes, åkte plötsligt Nagasakis mask av, alla blev otroligt förvånade, och denna händelse blev känd och avgörande för Kendos fortsatta karriär. 
Under året 1972 åkte han iväg på en turnering i Kanada och USA, där han arbetade för en annan fribrottarlegend "Stu Hart". 
Masken hade ju redan åkt av en gång, men nu ryckte den kraftige brittiske fribrottaren "Big daddy" av masken. Två år efter denna händelse så övergav kendo till viss del idén med masken, och han hade en officiell ceremoniliknande maskavtagning år 1977, vilken otroligt många fribrottningsfans såg.
Det skulle dock dröja ett tag innan Kendo började slåss i ringen utan mask, detta skedde år 1978.
Kendo försökte sig senare på en karriär som manager, men kom tillbaka till fribrottningen år 1981-1982 som Kendo Nagasaki. Kendo vann det stora tungviktarbältet år 1987, där han besegrade den förre titelhållaren "Wayne Bridges".

## Utanför fribrottningen
Nagasaki har även varit skådespelare och gästat i flera TV-shower.[källa behövs]

## Kuriosa
Det fanns två berömda Kendo Nagasaki, den ena var ovanståendes Peter Thornley, och den andre var Kazuo Sakurada, vilken såg helt annorlunda ut gentemot den klassiska Kendo Nagasaki.